# Llista de monuments de Pontils
Llista de monuments de Pontils inclosos en l'Inventari del Patrimoni Arquitectònic Català per al municipi de Pontils (Conca de Barberà). Inclou els inscrits en el Registre de Béns Culturals d'Interès Nacional (BCIN) amb la classificació de monuments històrics, els Béns Culturals d'Interès Local (BCIL) de caràcter immoble i la resta de béns arquitectònics integrants del patrimoni cultural català.
| Monument                                                     | Protecció    | Estil/època                    | Localització                                                                            | Coordenades                                          | Codi?         | Imatge |
| ------------------------------------------------------------ | ------------ | ------------------------------ | --------------------------------------------------------------------------------------- | ---------------------------------------------------- | ------------- | --- |
| Castell de Santa Perpètua de Gaià                            | BCIN 1426-MH | Preromànic, romànic X, XI-XIII | Pontils Santa Perpètua de Gaià                                                          | 41° 27′ 46″ N, 1° 23′ 30″ E / 41.462752°N,1.391544°E | RI-51-0006721 | Castell de Santa Perpètua de Gaià (Pontils) · Vegeu més fotos d'aquest monument · Carregueu una nova foto d'aquest monument                            |
| Castell de Pontils                                           | BCIN 1427-MH | Medieval                       | Pontils Corriol que surt del cementiri de Pontils                                       | 41° 28′ 47″ N, 1° 23′ 08″ E / 41.479673°N,1.385548°E | RI-51-0006723 | Castell de Pontils · Vegeu més fotos d'aquest monument · Carregueu una nova foto d'aquest monument                                                     |
| Castell de Vallespinosa                                      | BCIN 1428-MH | XII-XIII                       | Pontils Camí que surt del poble de Vallespinosa                                         | 41° 26′ 40″ N, 1° 20′ 54″ E / 41.444574°N,1.348272°E | RI-51-0006724 | Castell de Vallespinosa (Pontils) · Vegeu més fotos d'aquest monument · Carregueu una nova foto d'aquest monument                                      |
| Castell de Seguer                                            | BCIN 1429-MH | XVII                           | Pontils Seguer                                                                          | 41° 26′ 34″ N, 1° 24′ 18″ E / 41.442802°N,1.405026°E | RI-51-0006725 | Castell de Seguer (Pontils) · Vegeu més fotos d'aquest monument · Carregueu una nova foto d'aquest monument                                            |
| Castell de Montclar                                          | BCIN 1435-MH | Medieval                       | Pontils Camí que surt del poble de Biure                                                | 41° 28′ 04″ N, 1° 20′ 48″ E / 41.467736°N,1.346558°E | RI-51-0006722 | Castell de Montclar (Pontils) · Vegeu més fotos d'aquest monument · Carregueu una nova foto d'aquest monument                                          |
| Resclosa de Pontils                                          |              | Obra popular XIX-XX            | Pontils Torrent de Biure                                                                | 41° 28′ 43″ N, 1° 23′ 02″ E / 41.478614°N,1.383815°E | IPA-12972     | Carregueu una nova foto d'aquest monument |
| Església de Santa Maria                                      |              | Gòtic XVI                      | Pontils Pl. de l'Església                                                               | 41° 28′ 39″ N, 1° 23′ 16″ E / 41.477521°N,1.387719°E | IPA-12975     | Església de Santa Maria (Pontils) · Vegeu més fotos d'aquest monument · Carregueu una nova foto d'aquest monument                                      |
| Església de Santa Susanna de Santa Perpètua de Gaià          |              | Preromànic, romànic XI-XIV     | Pontils Al peu de la ctra. T-201                                                        | 41° 27′ 48″ N, 1° 23′ 39″ E / 41.463460°N,1.394043°E | IPA-12977     | Església de Santa Susanna de Santa Perpètua de Gaià (Pontils) · Vegeu més fotos d'aquest monument · Carregueu una nova foto d'aquest monument          |
| Santuari de Sant Magí de Brufaganya                          |              | Barroc XVI                     | Pontils Sant Magí de Brufaganya, ctra. TV - 2012                                        | 41° 29′ 04″ N, 1° 26′ 54″ E / 41.484581°N,1.448357°E | IPA-12978     | Santuari de Sant Magí de Brufaganya (Pontils) · Vegeu més fotos d'aquest monument · Carregueu una nova foto d'aquest monument                          |
| Ermita de Vallespinosa, o Capella de Santa Maria             |              | Romànic XI                     | Pontils Castell de Vallespinosa                                                         | 41° 26′ 41″ N, 1° 20′ 55″ E / 41.444665°N,1.348683°E | IPA-12982     | Ermita de Vallespinosa (Pontils) · Vegeu més fotos d'aquest monument · Carregueu una nova foto d'aquest monument                                       |
| Església de Sant Jaume                                       |              | Romànic, gòtic XII, XIV        | Pontils Vallespinosa                                                                    | 41° 26′ 41″ N, 1° 20′ 59″ E / 41.444642°N,1.349618°E | IPA-12983     | Església de Sant Jaume (Pontils) · Vegeu més fotos d'aquest monument · Carregueu una nova foto d'aquest monument                                       |
| Sant Jaume de Rocamora                                       |              | Romànic XI                     | Pontils Rocamora                                                                        | 41° 28′ 42″ N, 1° 26′ 56″ E / 41.478389°N,1.449024°E | IPA-12987     | Sant Jaume de Rocamora (Pontils) · Vegeu més fotos d'aquest monument · Carregueu una nova foto d'aquest monument                                       |
| Capella de Sant Bartomeu                                     |              | Romànic XI-XII                 | Pontils Castell de Seguer                                                               | 41° 26′ 34″ N, 1° 24′ 19″ E / 41.442861°N,1.405307°E | IPA-12988     | Capella de Sant Bartomeu (Pontils) · Vegeu més fotos d'aquest monument · Carregueu una nova foto d'aquest monument                                     |
| Molí del Camadall                                            |              | Obra popular                   | Pontils Descampat a l'esquerra del riu Gaià                                             |                                                      | IPA-12989     | Carregueu una nova foto d'aquest monument |
| Molí de Seguer                                               |              | Obra popular                   | Pontils Camí de Mas Baldric, a l'esquerra del riu Gaià, sota Seguer                     | 41° 26′ 39″ N, 1° 24′ 09″ E / 41.444055°N,1.402631°E | IPA-12990     | Molí de Seguer (Pontils) · Vegeu més fotos d'aquest monument · Carregueu una nova foto d'aquest monument                                               |
| Molí d'en Prous                                              |              | Obra popular                   | Pontils En un descampat a l'esquerra del torrent de Biure                               | 41° 29′ 30″ N, 1° 22′ 10″ E / 41.491669°N,1.369373°E | IPA-12991     | Carregueu una nova foto d'aquest monument |
| Molí del Recó                                                |              | Obra popular                   | Pontils En un descampat a l'esquerra de Vallespinosa                                    | 41° 26′ 25″ N, 1° 21′ 30″ E / 41.440222°N,1.358349°E | IPA-12992     | Carregueu una nova foto d'aquest monument |
| Molí de l'Andreu                                             |              | Obra popular                   | Pontils Santa Perpètua de Gaià, en un descampat a l'esquerra del riu Gaià               | 41° 27′ 28″ N, 1° 23′ 50″ E / 41.457788°N,1.397165°E | IPA-12993     | Carregueu una nova foto d'aquest monument |
| Molí de Sant Magí de Brufaganya                              |              | Obra popular XVII              | Pontils A la dreta del torrent de Sant Magí, a l'afluent del riu Gaià                   | 41° 29′ 07″ N, 1° 26′ 23″ E / 41.485315°N,1.439621°E | IPA-12994     | Molí de Sant Magí de Brufaganya (Pontils) · Vegeu més fotos d'aquest monument · Carregueu una nova foto d'aquest monument                              |
| Molí del Rei                                                 |              | Obra popular                   | Pontils En un descampat a la dreta del riu Gaià                                         | 41° 27′ 07″ N, 1° 23′ 50″ E / 41.451913°N,1.397238°E | IPA-12995     | Carregueu una nova foto d'aquest monument |
| Molí del Solé                                                |              | Obra popular                   | Pontils A la dreta del riu Gaià, sota el castell de Santa Perpètua                      | 41° 27′ 50″ N, 1° 23′ 25″ E / 41.463766°N,1.390322°E | IPA-12996     | Carregueu una nova foto d'aquest monument |
| Molí del Rafel, o Molí de Pontils                            |              | Obra popular                   | Pontils C. Major de Pontils                                                             | 41° 28′ 37″ N, 1° 23′ 18″ E / 41.476850°N,1.388281°E | IPA-12997     | Carregueu una nova foto d'aquest monument |
| Molí del Coca Farina                                         |              | Obra popular                   | Pontils A l'esquerra del torrent de Biure, afluent del riu Gaià                         | 41° 28′ 51″ N, 1° 22′ 38″ E / 41.480802°N,1.377252°E | IPA-12998     | Carregueu una nova foto d'aquest monument |
| Molí de Vallespinosa                                         |              | Obra popular                   | Pontils A l'esquerra de Rassa de Vallespinosa                                           | 41° 26′ 43″ N, 1° 20′ 52″ E / 41.445390°N,1.347861°E | IPA-12999     | Carregueu una nova foto d'aquest monument |
| Molí de Santa Perpètua                                       |              | Obra popular                   | Pontils En un descampat a l'esquerra del riu Gaià                                       |                                                      | IPA-13000     | Carregueu una nova foto d'aquest monument |
| Molí del Junqué                                              |              | Obra popular                   | Pontils En un descampat a l'esquerra del riu Gaià                                       |                                                      | IPA-13001     | Carregueu una nova foto d'aquest monument |
| Molí del Polvorer                                            |              | Obra popular                   | Pontils Santa Perpètua de Gaià, en un descampat a la dreta del riu Gaià                 | 41° 27′ 37″ N, 1° 23′ 45″ E / 41.460256°N,1.395910°E | IPA-13002     | Carregueu una nova foto d'aquest monument |
| Església de castell de Santa Maria de Santa Perpètua de Gaià | BCIL 2013    | Barroc XIX                     | Pontils                                                                                 | 41° 27′ 47″ N, 1° 23′ 33″ E / 41.462957°N,1.392595°E | IPA-42184     | Església de castell de Santa Maria de Santa Perpètua de Gaià (Pontils) · Vegeu més fotos d'aquest monument · Carregueu una nova foto d'aquest monument |
| Resclosa de Santa Perpètua de Gaià                           |              | Obra popular                   | Pontils Corriol que surt del Molí del Soler, a munt del nucli de Santa Perpètua de Gaià | 41° 27′ 52″ N, 1° 23′ 33″ E / 41.464520°N,1.392416°E | IPA-46038     | Carregueu una nova foto d'aquest monument |
| Corral                                                       |              | Obra popular                   | Pontils Corriol al paratge del Racó de Rojals                                           |                                                      | IPA-46119     | Carregueu una nova foto d'aquest monument |
| Safareig de Vallespinosa                                     |              | Obra popular                   | Pontils Les Eres                                                                        | 41° 26′ 50″ N, 1° 20′ 38″ E / 41.447338°N,1.343931°E | IPA-46131     | Safareig de Vallespinosa (Pontils) · Vegeu més fotos d'aquest monument · Carregueu una nova foto d'aquest monument                                     |
| Camí empedrat                                                |              | Obra popular                   | Pontils Pista al paratge Estret de Roques Altes                                         |                                                      | IPA-46132     | Carregueu una nova foto d'aquest monument |